# Deer Park, Kalifornien
Deer Park är en ort i Napa County i delstaten Kalifornien, USA.